# Léon Degand
Pour les articles homonymes, voir Degand.
Léon Degand, alias de Frédéric-Léon Noël, né le 19 décembre 1907 à Gand et mort le 16 avril 1958 à Paris, est un critique d'art belge.

## Biographie
Léon Degand est fils d’un haut fonctionnaire. Il est élève au collège de Jésuites de Gand. Il commence sa vie active comme employé du Bon marché de Bruxelles, puis il est recruté par l’administration communale. Dès 1926, il écrit des articles, sur la littérature puis sur la musique, le cinéma, le théâtre et les arts plastiques pour diverses revues dont Le Thyrse, revue d'art et de littérature, Bruxelles Universitaire, Le Soir, Sang Nouveau, Le Rouge et le Noir, Esprit du temps…
Léon Degand vient vivre à Paris en 1944 ; il tient, à partir de décembre 1944, une chronique de critique d'art dans la revue Les Lettres françaises, créée et dirigée par Jacques Decour et Jean Paulhan. Dans ses articles, il défend l'art abstrait. Il écrit dans cet hebdomadaire jusqu'en 1947, date à laquelle sa collaboration prend fin, ses positions étant contraire à la « doctrine réaliste socialiste ».
Francisco Matarazzo Sobrinho, industriel amateur d’arts, fonde, en 1948, le Musée d'Art moderne de São Paulo. Léon Degand est choisi comme directeur. La première exposition doit être consacrée à l’art abstrait. En désaccord sur l'organisation de celle-ci, Léon Degand se retire du projet et  rentre à Paris. Il se marie avec Odile Vacherot, ex-femme de Charles Estienne. 
Dès son retour en France débute une collaboration régulière avec la revue Art d’Aujourd’hui, fondée en 1949 par André Bloc et dont il devient le rédacteur en chef. En 1954, il organise une rétrospective de l’artiste Alberto Magnelli au Palais des Beaux-arts de Bruxelles. Il a 50 ans quand il meurt à Paris.

## Publications
- Langage et signification de la peinture, en figuration et en abstraction, Boulogne, 1956, Éditions de l'Architecture d'aujourd'hui, 142 p.
- Abstraction, figuration", préface Daniel Abadie, Paris, 1988, Ed. Cercle d'art , 273 p.
- Art réaliste. Art abstrait... Intelligence des formes, Souillac, 1954, Le Point, Revue artistique et littéraire, 48 p. (co-auteur Francis Jourdain)
- Magnelli, introduction au catalogue de l'exposition au Palais des Beaux Arts de Bruxelles, 1954, éditions de la Connaissance